# M100 (天体)
座標:  12h 22m 54.899s, +15° 49′ 20.57″
M100（NGC 4321）はかみのけ座にある渦巻銀河である。

## 概要
おとめ座銀河団に属している。M99に似ているが渦巻きの方向が逆になっている。
口径6cmの望遠鏡でまるく星雲状に見える。10cmでは星に似た核とそれをとりまく星雲を見ることができる。マラスは口径10cmでM33のミニチュアであると記している。口径20cmでスミスの言う球状星団のような姿を見ることができる。また、条件がよければ渦巻きも確認することができる。口径30cmになると腕をはっきりと確認することができる。近くにはNGC 4328などの銀河が見えてくる。

## 観測史
1781年3月15日にピエール・メシャンによって発見された。M98、M99、M100はメシャンによって同じ日に発見された。シャルル・メシエは「星のない星雲。先行するアンドロメダの耳にあるのと同程度の明るさ。M98、M99と共に微星なので非常にみにくい。天候がよいとき、または子午線通過の時だけ見える」とした。ジョン・ハーシェルは「中心は明るく、そこには星の群れがあるように思われる」としている。スミスは「星雲で真珠色。周囲から次第に中心部が明るくなっているので球状星団を思わせる。視野では星雲の周囲に小さな4個の星が見え、他に小さな微光が光点となってみえる」とした。ロス卿は「渦状。中心部が光り惑星状星雲のよう」とした。ロベールは写真撮影で渦状星雲であることをはっきりと確認した。
1901年と1914年に14等級程度の超新星が撮影され、それが1917年にカーティスによって確認された。